# Joerg-Halbinsel
Die Joerg-Halbinsel ist eine schroffe, gebirgige Halbinsel von 35 km Länge und 5 bis 16 km Breite an der Bowman-Küste im Osten des Grahamlands auf der Antarktischen Halbinsel. Sie erstreckt sich dort in nordost-südwestlicher Richtung zwischen dem Trail Inlet und dem Solberg Inlet.
Die Halbinsel liegt in einem Gebiet, das der australische Polarforscher Hubert Wilkins im Jahr 1928 und der US-amerikanische Polarforscher Lincoln Ellsworth im Jahr 1935 überflogen und fotografierten. Die Luftaufnahmen dienten dem US-amerikanischen Geographen W. L. G. Joerg (1885–1952), nach welchem das UK Antarctic Place-Names Committee die Halbinsel 1953 benannte, für eine Kartierung des südlichen Abschnitts. Weitere Kartierungen und Luftaufnahmen entstanden bei der United States Antarctic Service Expedition (1939–1941) im Jahr 1940. Der Falkland Islands Dependencies Survey nahm 1947 eine geodätische Vermessung des Gebiets vor.